# 황해 (배우)
황해(黃海, 1920년 3월 6일 ~ 2005년 2월 9일)는 대한민국의 영화배우, 연극배우, 가수이다.

## 생애
강원도 고성에서 출생하였다. 1939년 성보악극단에서 연극배우와 가수로 데뷔하였다. 한국영상자료원에서 만든 데이터베이스에 의하면, 1949년애 영화배우로 데뷔하였고, 극작가인 동랑 유치진이 쓴 희곡이 원작인 소(소작농민인 국서 역)를 비롯한 222편의 영화에 출연했으며, 부인인 가수 백설희와의 사이에서 슬하 4남 1녀를 두었다. 둘째아들은 싱어송라이터 겸 영화배우 전영록, 넷째아들은 배우·가수 겸 작사가 전진영, 손녀 가운데서는 가수 겸 연기자 전보람, 가수 전우람이 있다. 2005년 2월 9일 지병인 당뇨로 사망했다. 

### 열정이 있는 배우
전쟁영화인 독불장군에서 주인공 강철구를 연기한 아들 전영록과 함께 출연했다. 영화에서 황해 배우는 국군 간첩이 잡히자, 동조자로 몰려 하얀 사각팬티만 걸친 채 벌거벗은 남성 배우들과 함께 손이 뒤로 묶이고 웃통을 벗은 채 끌려와서 인민군에게 거칠게 발길질을 당하고, 총살을 당하는 연기, 가까스로 살아남았지만, 오철승이 연기한 손자 철이가 물고문을 당하고, 자신도 자백을 강요당하는 장면, 소련 박사(박재주 배우), 인민군들이 하얀 사각팬티만 걸친, 벌거벗은 남성들을 끌고 와서, 세균주사를 놓음으로써 생물학전을 준비하는 학교에 불화살을 날리는 장면을 연기했다. "최하원 감독의 <독짓는 늙은이>(1969)에서의 호연으로 백상예술대상을 받"(한국영상자료원 데이터베이스)을 정도로 영화계에서 배우로서 존중을 받았지만, 배역에 상관없이 자신이 맡은 보조인물인 황 노인을 최선을 다해 연기를 했던 것.

## 출연작

### 영화
- 《마부》 (1961년) - 창수
- 《5인의 해병》 (1961년)
- 《현상붙은 사나이》 (1961년)
- 《악의 꽃》 (1961년)
- 《와룡선생 상경기》 (1962년)
- 《두만강아 잘 있거라》 (1963년)
- 《김약국의 딸들》 (1963년)
- 《벌거숭이》 (1966년)
- 《누명 쓴 사나이》 (1966년)
- 《독 짓는 늙은이》 (1969년)
- 《태양은 늙지 않는다》 (1970년)
- 《황금독수리》 (1971년)
- 《명동에 흐르는 세월 (1971년)
- 《쇠사슬을 끊어라》 (1971년)
- 《남과 여》 (1972년)
- 《인왕산 호랑이》 (1972년)
- 《우정》 (1973년)
- 《증언》 (1974년)
- 《울지 않으리》 (1974년)
- 《토지》 (1974년)
- 《너무 너무 좋은 거야》 (1976년)
- 《도솔산 최후의 날》 (1977년)
- 《꽃신》 (1978년)
- 《슬픔은 저별들에게도》 (1978년)
- 《독수리 날개를 펴라》 (1978년)
- 《심봤다》 (1979년)
- 《골목대장》 (1979년)
- 《정조》 (1979년)
- 《고래섬 소동》 (1981년)
- 《이 한몸 돌이 되어》 (1983년)
- 《땜장이 아내》 (1983년)
- 《청 블루스케치》 (1986년)
- 《금달래》 (1986년)
- 《대야망》 (1987년)
- 《독불장군》 (1987년) - 황노인
- 《춘화춘풍》 (1989년)
- 《그들도 우리처럼》 (1990년) - 심씨

### 드라마
- 1974년 《꽃피는 팔도강산》

## 가족 관계
- 아내 : 백설희
- 둘째아들 : 전영록
- 넷째아들 : 전진영
- 손녀 : 전보람, 전우람
- 손자 : 전유빈, 전효빈